# Le Pont (parti politique croate)
Pour les articles homonymes, voir Le Pont.
Le Pont des listes indépendantes (en croate : Most nezavisnih lista), généralement désigné comme Le Pont (en croate : Most), est un parti politique croate fondé en 2012. Il obtient 19 des 151 députés du Parlement de Croatie lors des élections législatives croates de 2015. Il est dirigé par Božo Petrov le maire de Metković.

## Résultats électoraux

### Élections législatives
| Année | Voix    | %     | Rang | Sièges   | Gouvernement                             |
| ----- | ------- | ----- | ---- | -------- | ---------------------------------------- |
| 2015  | 303 564 | 13,64 | 3e   | 19 / 151 | XIIIe                                    |
| 2016  | 186 626 | 9,81  | 3e   | 13 / 151 | XIVe (2016-2017), opposition (2017-2020) |
| 2020  | 123 194 | 7,39  | 4e   | 8 / 151  | Opposition                               |
| 2024a | 169 988 | 8,02  | 5e   | 9 / 151  | Opposition                               |

a Liste commune avec les Souverainistes croates (2 sièges).

### Élections européennes
| Année | Voix   | %    | Rang | Sièges |
| ----- | ------ | ---- | ---- | ------ |
| 2019  | 50 257 | 4,67 | 7e   | 0 / 12 |
| 2024a | 30 155 | 4,01 | 7e   | 0 / 12 |

a Liste commune avec les Souverainistes croates et le Parti croate du droit.